# Río Achamayo
Der Río Achamayo, im Oberlauf abschnittsweise auch Quebrada Chorta, Río Viscas und Río Ranra, ist ein 42,5 km langer linker Nebenfluss des Río Mantaro in den Provinzen Huancayo und Concepción der Region Junín in Zentral-Peru. 

## Flusslauf
Der Río Achamayo hat seinen Ursprung in der Cordillera Huaytapallana in dem 4726 m hoch gelegenen See Laguna Putcacocha. Der See liegt an der Westflanke des 5315 m hohen Berges Nevado Putcacocha. Der Río Achamayo fließt anfangs 6,5 km nach Südwesten, anschließend nach Westen. Er passiert dabei die Ortschaften Ingenio, Quichuay, Santa Rosa und Huanchar. Bei Flusskilometer 5 trifft bei Matahuasi der Río Seco von Norden kommend auf den Río Achamayo. Dieser wendet sich nun nach Südosten und fließt etwa 50 m entfernt vom Río Mantaro. Der Río Achamayo mündet schließlich 1,5 km südsüdwestlich der Provinzhauptstadt Concepción in den Río Mantaro.

## Wasserkraftnutzung
Etwa 2,7 km oberhalb der Einmündung des Río Chia wird ein Teil des Flusswassers abgeleitet. Es wird entlang dem rechten Talhang geleitet und über eine Druckleitung dem Wasserkraftwerk Ingenio zugeführt. Zusätzlich wird Wasser vom Río Chia zugeleitet. Das Kraftwerk verfügt über eine Francis-Turbine. Die Generatorleistung liegt bei 1,46 MW. 1,4 km unterhalb der Einmündung des Río Chia gelangt das Wasser wieder in den Fluss.

## Einzugsgebiet
Der Río Achamayo entwässert ein Areal von 499 km². Das Einzugsgebiet umfasst die nördliche Westflanke des vergletscherten Bergmassivs des Nevado Huaytapallana. Im Norden grenzt das Einzugsgebiet des Río Achamayo an das des Río Yacus, im Nordosten an das des Río Tulumayo sowie im Südosten und im Süden an das des Río Shullcas.

## Hydrometrie
Der mittlere Abfluss des Río Achamayo bei Ingenio liegt bei 2,02 m³/s. Die höchsten monatlichen Abflüsse treten im März mit einem mittleren Wert von 2,67 m³/s, die niedrigsten monatlichen Abflüsse im September mit 1,27 m³/s auf.
Das folgende Diagramm zeigt die mittleren monatlichen Abflüsse des Río Achamayo im Zeitraum 1990–2005 am Wasserkraftwerk Ingenio.